# مورمو
مورمو (μορμολύκη) یک روح زن در فرهنگ عامه یونانی بود که نامش توسط مادران و پرستار کودک،  برای ترساندن کودکان برای جلوگیری از بدرفتاری به کار می رفت. 